# Estación Ōnishi
La estación Ōnishi (大西駅 Ōnishi-eki?) es una estación de la línea Yosan de la Japan Railways que se encuentra en la ciudad de Imabari de la prefectura de Ehime. El código de estación es el "Y43". Anteriormente su denominación era estación IyoŌi (伊予大井駅 IyoŌi-eki?).

## Estación de pasajeros
Cuenta con dos plataformas, entre las cuales se encuentran las vías. Cada plataforma cuenta con un andén (andenes 1 y 2). El andén 1 es el principal y, solo para permitir el sobrepaso a los servicios rápidos se utiliza el andén 2.
Anteriormente algunos servicios rápidos se detenían, pero en la actualidad no lo hace ninguno.

### Andenes
| 1 | ● Línea Yosan | Hacia Imabari, Nyūgawa, Saijō, Niihama, Iyomishima, Kawanoe y Kanonji (los servicios rápidos no se detienen)                    |
| 1 | ● Línea Yosan | Hacia Hōjō y Matsuyama (los servicios rápidos no se detienen)                                                                   |
| 2 | ● Línea Yosan | Hacia Imabari, Nyūgawa, Saijō, Niihama, Iyomishima, Kawanoe y Kanonji (solo para permitir el sobrepaso a los servicios rápidos) |
| 2 | ● Línea Yosan | Hacia Hōjō y Matsuyama (solo para permitir el sobrepaso a los servicios rápidos)                                                |

## Alrededores de la estación
- Dependencia Ōnishi del Ayuntamiento de la Ciudad de Imabari
- Fábrica Ōi de Shin Kurushima Dock (新来島どっく Shin Kurushima Dokku?)
- Ruta Nacional 196
- Sucursal Ōnishi del Banco Iyo

## Historia
- 1924: el 1° de diciembre se inaugura como estación IyoŌi. En su momento tenía un recorrido diferente al actual, por la abundancia de salinas en la zona.
- 1959: el 1° de octubre es relocalizada y pasa a llamarse estación Ōnishi.
- 1987: el 1° de abril pasa a ser una estación de la división Ferrocarriles de Pasajeros de Shikoku de la Japan Railways.

## Estación anterior y posterior
- Línea Yosan 
  - Estación Namikata (Y42)  <<  Estación Ōnishi (Y43)  >>  Estación Iyokameoka (Y44)